# Jojó Fernandes
Jorge Miguel Moreira Larrouy Fernandes (6 de setembro de 1970), conhecido por Jojó "O Cafu dos Mambas" é um ex-futebolista moçambicano que atuava como defensor, tendo-se destacado no futebol de Portugal, onde jogou durante 13 anos.

## Carreira em clubes
Jojó iniciou a carreira em 1988, ao serviço do Costa do Sol, onde jogou até 1990, quando foi contratado pelo Ferroviário de Maputo.
Suas boas prestações no clube da capital moçambicana atraíram o interesse do Boavista, que o contratou em 1992, mas o defensor não disputou nenhuma partida pelos axadrezados. Para ganhar experiência, Jojó foi cedido por empréstimo ao Leiria, onde jogou quatro partidas.
Após passagens malsucedidas por Ovarense, Penafiel e Belenenses,  reergueu-se no Espinho, clube que defendeu a maior parte de sua carreira. Entre 1999 e 2005 jogou 155 partidas e marcou 15 golos.
Sem contrato com o Espinho, Jojó ficou sem clube durante algum tempo, até ser contratado pelo Fraser Park, equipe que disputa a NSW Super League (Liga de Futebol de Nova Gales do Sul)na Austrália, tendo jogado 33 partidas e marcado cinco golos.
Aos 36 anos, Jojó teve tempo de jogar mais uma temporada. Em 2007, assinou com o Bonnyrigg White Eagles, atuou em 17 partidas e assinalou dois golos. Depois desta curta passagem, encerrou a carreira de jogador.
Em 2005, de 35 anos, Jorge se mudou para a Austrália, encerrando sua carreira dois anos depois de ter representado o Fraser Park FC e Bonnyrigg White Eagles Football Club. Mais tarde, ele obteve a sua licença UEFA de treinador, em ambos os níveis 1 e 2.

## Seleção
Jorge jogou entre 1988 e 2003 pela Seleção Moçambicana de Futebol, tendo disputado 77 jogos, e marcando onze golos. Esteve em duas edições da Copa Africana de Nações (1996 e 1998).